# 金子養三
金子 養三（かねこ ようぞう、1882年〈明治15年〉6月11日 - 1941年〈昭和16年〉12月27日）は、日本の海軍軍人。最終階級は海軍少将。日本海軍の最初期の搭乗員で、また搭乗員経験者として最初の将官となった。日本海軍飛行機の元祖、また海鷲育ての親ともいわれる人物である。

## 生涯
広島県出身。攻玉社中学、修道館（現：修道中学校・高等学校）を経て海軍兵学校を卒業（30期）。席次は187名中86番。同期に百武源吾、今村信次郎、松山茂らがいる。
第20艇隊の第62号水雷艇乗組みとして日本海海戦に参戦。兄の金子満喜も二等砲艦「宇治」艦長として戦った。戦後は「出雲」分隊長等を経て海軍砲術学校特修科学生を卒業。「秋津洲」および呉海兵団の各分隊長。早くから航空に注目し、1910年（明治43年）5月23日、海軍大学校選科学生に発令され、さらに同月31日、臨時軍用気球研究会委員に発令される。日本で初めての海軍飛行機専門家たらんと志願、熱意を買われ1911年（明治44年）3月1日、先進国だったフランス駐在を命じられ操縦技術を身につけた。日本海軍の最初の搭乗員・相原四郎はドイツでの飛行訓練中に殉職しており、金子は2人目となる。
海軍機初飛行
滞仏中に航空に早くから関心を持っていた山本英輔駐独大使館附武官から観艦式において飛行可能かの問合せを受け、1912年（大正元年）8月17日、ファルマン水上機を購入してシベリア回りで帰国。同年11月6日、山路一善らの努力で急造された追浜飛行場においてファルマン機に搭乗して飛行。日本海軍機の日本における飛行としては同年11月2日の河野三吉大尉に続くものであった。古い書物には金子が海軍初飛行と記載される。同月12日横浜沖で行われた観艦式において河野大尉とともに飛行した。
日本初の航空作戦

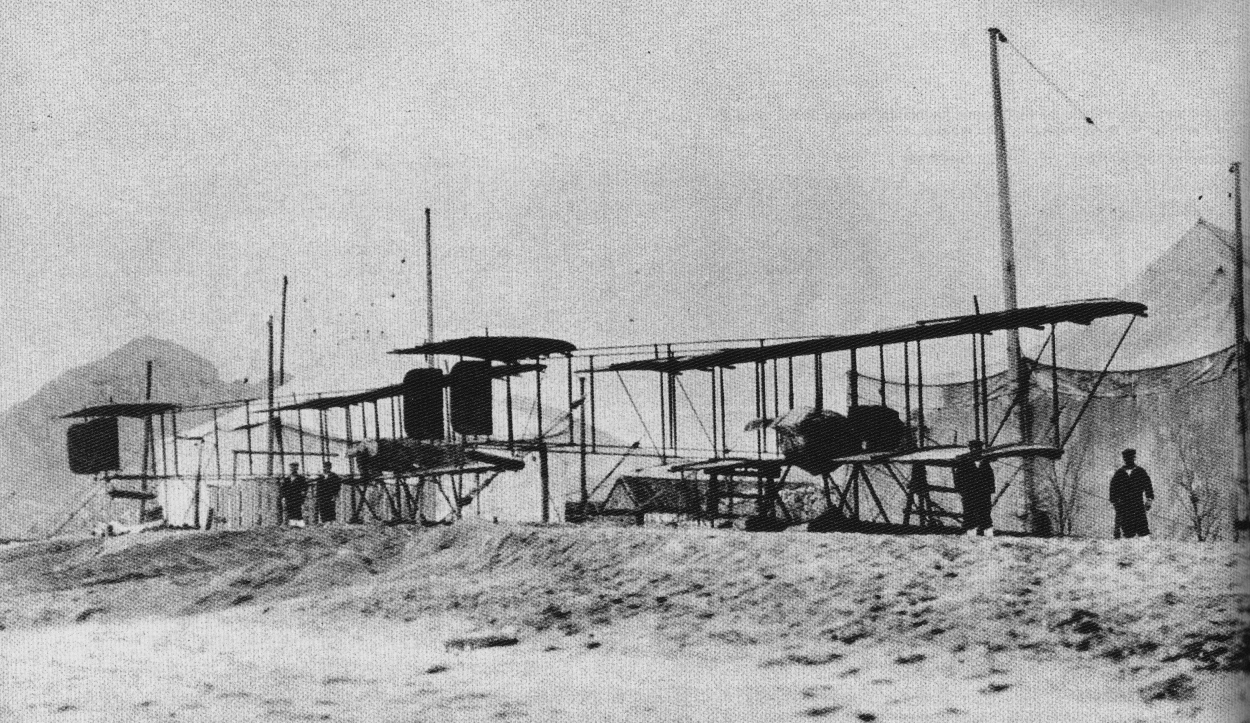
若宮丸所属のファルマン水上機

少佐に昇進後1914年（大正3年）、第一次世界大戦が始まると日本海軍初の水上機母艦「若宮丸」乗組みを命ぜられ、山内四郎中佐らとともに青島攻略戦に先任将校として参加。1914年（大正3年）9月5日、和田秀穂（操縦）、武部鷹雄（爆撃）、金子（偵察）の3名でファルマン2号機に搭乗し、7号機とともに出撃した。この出撃が日本海軍機の初出撃である。
鳳翔建造・霞ヶ浦基地
一次大戦の経験から1万トン程度の航空母艦建造を主張していたが、1916年（大正5年）にその予算が認められ、母艦研究のため欧州出張を命ぜられる。英国に赴いた金子は空母建造の参考資料を持ち帰り、「鳳翔」の設計、建造に協力した。また海軍航空揺籃の地である霞ヶ浦基地は、海軍といえど陸上機が必要であるとの持論を持っていた金子が、その観点から基地適地として選定したことにより設けられた。
その後
横須賀海軍航空隊創設と同時に同隊飛行機隊長兼教官となり、後輩の指導と航空隊の育成に尽くした。次いで軍令部出仕兼海大教官、初代の佐世保海軍航空隊司令等を経て大佐へ進級。「平戸」艦長、海軍省教育局第三課長、航空評議会幹事、軍令部出仕兼海大教官を経て1926年（大正15年）12月1日少将に昇進。1927年（昭和2年）4月1日予備役編入となる。金子が没した日は真珠湾攻撃から19日後のことであった。
伊藤正徳は金子が海軍航空に果たした功績から『チャンピヨン』と評している。

## 栄典
位階
- 1904年（明治37年）3月18日 - 正八位[11]
- 1905年（明治38年）2月14日 - 従七位[12]
- 1907年（明治40年）11月30日 - 正七位[13]
- 1913年（大正2年）2月10日 - 従六位[14]
- 1918年（大正7年）1月30日 - 正六位[15]
- 1922年（大正11年）1月20日 - 従五位[16]
- 1926年（昭和元年）12月28日 - 正五位[17]

勲章等
- 1906年（明治39年）4月1日 - 勲六等単光旭日章・明治三十七八年従軍記章[18]
- 1909年（明治42年）4月18日 - 皇太子渡韓記念章[19]

## 親族
- 兄 金子満喜（海軍少将）・金子重男（陸軍中佐）
- 娘婿 真木成一（海軍中佐）